# Pere Puig i Subinyà
Pere Puig i Subinyà   (Sant Hipòlit de Voltregà, 1914 - La Paz, 1999) va ser un polític i empresari català, membre d'Esquerra Republicana de Catalunya i de la Unió de Rabassaires.
Va ser tinent d'alcalde de Barcelona (1936-37) durant el mandat de Carles Pi i Sunyer. El 1939 s'exilià a França arran de la Guerra Civil. Durant el període 1944-47 va fer diversos viatges clandestins a Barcelona i Madrid per establir contacte i donar suport a grups opositors al franquisme. Va ser cap del Servei d'Informació de la Generalitat de Catalunya a l'exili (1947-49). Des del 1949 visqué a Cochabamba (Bolívia), on va exercir càrrecs directius en diverses empreses privades i va ser membre de diverses entitats socials i econòmiques. Va ser president de la Cambra Espanyola de Comerç de Bolívia (1978-1984) i va escriure diversos articles per al Diari AVUI.